# Pietro Galli
Pietro Galli (fl. XX secolo) è stato un calciatore italiano, di ruolo portiere.

## Carriera
Con il Novara gioca 10 gare in massima serie nella stagione 1928-1929 e 4 gare nel campionato di Serie B 1929-1930.